# Мухаммад Шариф (Бухарское ханство)
Мухаммад Шариф ибн Мухаммад аль-Хусейни ал-Алави ал-Бухари (XVII век, Бухара — 1697 год, Бухара) — один из ярких мыслителей Средней Азии XVII века, творчество которого не ограничивалось философией, а охватывало историю, поэзию, юриспруденцию, языкознание и другие. Он также известен под псевдонимом «ал-Мавляви».

## Биография
Мухаммад Шариф родился и провёл свою жизнь в Бухаре, труды его связаны с историей этого древнего города. Благодаря своим отменным качествам мыслитель пользовался большим влиянием у Аштарханидов: Абдулазиз-хана (1645—1681) и Субханкули-хана (1681—1702).
Его взгляды формировались на базе прогрессивных идей предшествующих мыслителей Средней Азии и Ирана. Известно 26 наименований трудов этого автора, в том числе Рисала (Трактат), Ар-рисала ад-давриййа (Трактат о периодике), Рисалат истилазми даврин мин тасаллус (Трактат о необходимой зависимости периодичности от последовательности), Зубдатул-афкор (Сливки мыслей), Миръатул-хаканк (Зеркало истин), Газаллийати Шариф (Газели Шарифа), Дивани Шариф (Диван стихов Шарифа).
Мухаммад Шариф скончался в 1697 году в Бухаре.